# 桃谷六仙
桃谷六仙為金庸小說《笑傲江湖》中的六胞胎兄弟。他們的樣貌十分醜陋。
查良鏞先生以植物的六大器官融入為名，六兄弟分別為桃根仙、桃幹仙、桃枝仙、桃葉仙、桃花仙、桃實仙等六人。這六人自稱「桃谷六仙」。
兄弟們的感情相當好也相當合作，武器為短鐵棍，擅長將人的四肢抓起來，用類似五馬分屍的方法將人撕裂開來，他們曾以此招先後教訓了被左冷禪收買的華山劍宗後裔成不憂、泰山派門人玉璣子。
他們之間的發言充滿默契和詼諧，由此任盈盈曾對他們暗中傳話，教他們技巧性地擾亂左冷禪籌組五嶽派的計划。
後來他們替風清揚傳達口信，向方證大師告知日月神教將大舉來襲恆山派一事。

## 注解
1. ↑  當中的三哥及四哥，辯稱是爹媽忘了誰是老三，誰是老四。這正好應對了一些植物有葉才有枝，一些先有枝才有葉。